# Interstate 2
Die Interstate 2 (kurz I-2) ist ein Teil des Interstate-Highwaysystems in den Vereinigten Staaten. Sie verläuft ausschließlich im Bundesstaat Texas durch das Tal des Rio Grande zwischen den Städten Harlingen und Palmview im äußersten Süden des Bundesstaats.
Dies ist der Interstate-Highway mit der kleinsten Ordnungsnummer, I-1 ist nicht vergeben. Die I-2 verläuft, wie alle Interstates mit gerader Nummer, in Ost-West-Richtung. Auf ihrem gesamten Verlauf teilt sich die I-2 ihre Strecke mit dem U.S. Highway 83. Zudem verläuft die Straße parallel zur Carretera Federal 2, die jenseits des Rio Grande parallel zur Grenze auf mexikanischer Seite verläuft.

## Wichtige Städte an der Interstate

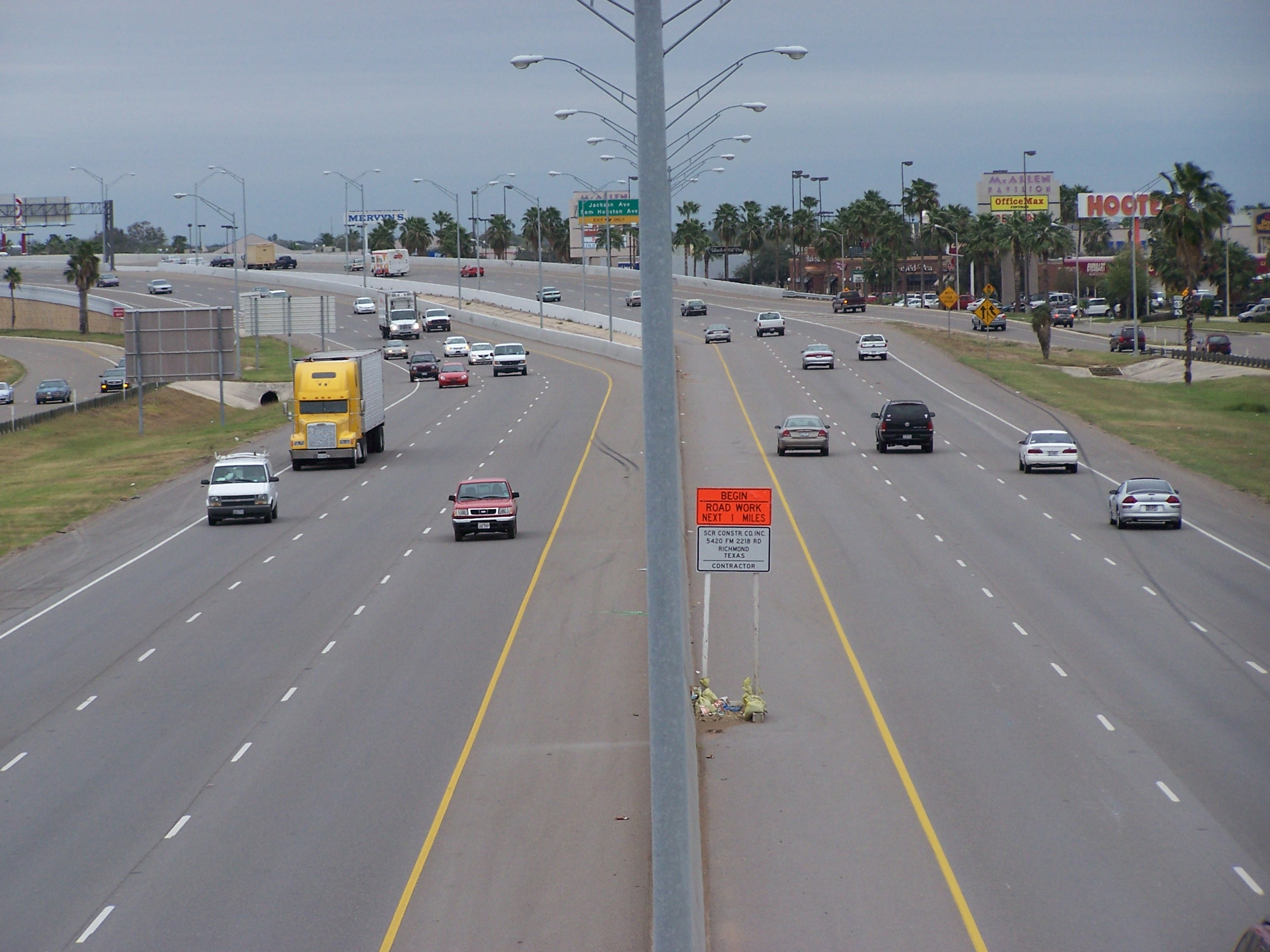
Die Interstate 2 in McAllen

- McAllen
- Harlingen

## Geschichte
Die Bezeichnung I-2 wurde am 1. April 2013 eingeführt; die Straße selbst war bereits vorher verkehrstechnisch nach den Anforderungen eines Interstate Highway gebaut worden.